# Orjaleiripatsas
Orjaleiripatsas är ett minnesmärke i Muhos i Norra Österbotten i Finland (ca 11,5 km från korsningen mellan riksväg 22 och Kylmälänkyläntie), ritat av Antero Kassinen. 
Det avtäcktes vid en medborgarfestival den 3 september 2022, till minne av fånglägret som underhölls av kosackerna under den stora ofreden i Tupu (1713-1720). 
Barn som kidnappats av Vanolainen från trakterna kring Uleåborg samlades där centralt och fördes sedan som slavar till Sankt Petersburg, som var under uppbyggnad, och såldes sedan vidare till slavhandlare i öst.
Monumentet med sina symboler är ett monumentalt konstverk som förkroppsligar bortglömd lokalhistoria.